# Тёфу
Тёфу (яп. 調布市 Тё:фу-си) — город в Японии, находящийся в префектуре Токио. Площадь города составляет 21,53 км², население — 242 721 человек (1 октября 2020), плотность населения — 11 273,62 чел./км².

## Географическое положение
Город расположен на острове Хонсю в префектуре Токио региона Канто. С ним граничат города Митака, Футю, Коганеи, Комаэ, Инаги, Кавасаки.

## Население
Население города составляет 242 721 человек (1 октября 2020), а плотность — 11 273,62 чел./км². Изменение численности населения с 1980 по 2005 годы:
| 1980 | 180 548 чел. |  |
| 1985 | 191 071 чел. |  |
| 1990 | 197 677 чел. |  |
| 1995 | 198 574 чел. |  |
| 2000 | 204 759 чел. |  |
| 2005 | 216 119 чел. |  |

## Организации
- Японское космическое агентство

## Символика
Деревом города считается камфорное дерево, цветком — лагерстрёмия индийская, птицей — японская белоглазка.

## Города-побратимы
- Кидзимадаира, Япония